# Atributo (Taxonomía)
En Taxonomía teórica, biológica o no biológica, un taxón es un grupo de objetos del que el criterio para ubicar los objetos en ese taxón y no en otro son los atributos que poseen esos objetos. Otra forma de decirlo es que un taxón está "delimitado" por sus atributos. Los atributos tienen que ser "diagnósticos" del taxón, tienen que permitir diferenciar sus objetos de los que quedan fuera del taxón. Entonces se decide la ubicación de un objeto nuevo en una taxonomía ya existente tomando los estados de los atributos que posee ese objeto. "Identificar" un objeto es identificar a qué taxón pertenece. "Un taxón en una taxonomía" es sinónimo de "una clase en una clasificación". 
Los atributos son características medibles de los objetos que tengan "diferencias" con al menos otro objeto de la misma taxonomía. Las diferencias pueden ser presencia/ausencia del atributo o la presencia del atributo con diferentes estados en diferentes objetos. Los atributos pueden ser de cualquier naturaleza, la única condición es que el atributo sea una característica del objeto (no del taxón) y no pueda separarse del objeto, es decir que sea inherente al objeto.
Por ejemplo, en una taxonomía biológica los objetos son los organismos y los atributos en la actualidad se considera que deberían ser caracteres. Otro atributo de una taxonomía de organismos podría ser la localidad en la que se colectó el organismo, o quiénes son los organismos parentales; estos últimos son atributos que no son caracteres.
En una taxonomía de taxones mutuamente excluyentes (es decir, sin solapamientos -en la que ningún objeto puede pertenecer a más de un taxón- y con todos los objetos pertenecientes al menos a un taxón, otra manera de decirlo es con todos los objetos pertenecientes al menos a uno y un único taxón), los atributos "delimitan" un taxón de todos los demás taxones. Si los taxones son mutuamente excluyentes, el "diagnóstico" "diferencia" al taxón de todos los demás taxones. 